# Bedellia cathareuta
Bedellia cathareuta là một loài bướm đêm thuộc họ Bedelliidae. Loài này có ở Nam Phi.